# Black Celebration
Black Celebration é o quinto álbum de estúdio da banda inglesa de música eletrônica Depeche Mode. Foi lançado em 17 de março de 1986 pela Mute Records.
O álbum consolidou ainda mais o som obscuro criado por Alan Wilder, que a banda posteriormente usou em seus álbuns subsequentes Music for the Masses, Violator e Songs of Faith and Devotion, um som que foi inicialmente sugerido em seus álbuns anteriores Construction Time Again e Some Great Reward.
Black Celebration alcançou a quarta posição na UK Albums Chart, e foi citado como um dos álbuns mais influentes da década de 1980. Para promover o álbum, a banda embarcou na Black Celebration Tour. Três anos após seu lançamento, a Spin classificou-o no décimo quinto lugar em sua lista dos "25 Melhores Álbuns de Todos os Tempos".

## Faixas
Todas as faixas escritas e compostas por Martin L. Gore. 
| Edição standard |                                 |                                     |         |  |
| N.º             | Título                          | Nota                                | Duração |  |
| 1.              | "Black Celebration"             |                                     | 4:55    |  |
| 2.              | "Fly on the Windscreen - Final" |                                     | 5:18    |  |
| 3.              | "A Question of Lust"            | Faixa interpretada por Martin Gore. | 4:20    |  |
| 4.              | "Sometimes"                     | Faixa interpretada por Martin Gore. | 1:53    |  |
| 5.              | "It Doesn't Matter Two"         | Faixa interpretada por Martin Gore. | 2:50    |  |
| 6.              | "A Question of Time"            |                                     | 4:10    |  |
| 7.              | "Stripped"                      |                                     | 4:16    |  |
| 8.              | "Here Is the House"             |                                     | 4:15    |  |
| 9.              | "World Full of Nothing"         | Faixa interpretada por Martin Gore. | 2:50    |  |
| 10.             | "Dressed in Black"              |                                     | 2:32    |  |
| 11.             | "New Dress"                     |                                     | 3:42    |  |
| Duração total:  | Duração total:                  | Duração total:                      | 41:12   |  |

| Edição americana |                                 |                |         |  |
| N.º              | Título                          | Compositor(es) | Duração |  |
| 12.              | "But Not Tonight" (Faixa bônus) | Martin Gore    | 4:15    |  |

| Faixas bônus (CD) |                                    |                                         |         |  |
| N.º               | Título                             | Compositor(es)                          | Duração |  |
| 12.               | "Breathing in Fumes"               | Martin Gore                             | 6:07    |  |
| 13.               | "But Not Tonight" (Extended Remix) | Martin Gore                             | 5:13    |  |
| 14.               | "Black Day"                        | Martin Gore, Alan Wilder, Daniel Miller | 2:36    |  |